# Fritz Panndorf
Fritz (Johann Friedrich) Panndorf (* 13. September 1922 in Dresden; † 1999 ebenda) war ein deutscher Gebrauchsgrafiker, Maler und Hochschullehrer in der DDR.

## Leben und Werk
Panndorf nahm von 1937 bis 1938 Zeichenunterricht bei Felix Funk und absolvierte von 1938 bis 1941 in Meißen eine Ausbildung zum Kerammaler. Dann nahm er als Soldat der Wehrmacht am Zweiten Weltkrieg teil.
Von 1949 bis 1953 studierte er bei Erich Fraaß an der Hochschule für Bildende Künste Dresden (HfBK) Malerei. Danach arbeitete er bis 1954 freischaffend in Dresden. Von 1954 bis Ende der 1970er Jahre war er an der Kunsthochschule Berlin-Weißensee in der Lehre tätig. Er war Assistent, Oberassistent und zuletzt Dozent bei Klaus Wittkugel in der Sektion Visuelle Massenkommunikation, die dann im Zuge der dritten Hochschulreform aufgelöst wurde. Er galt dort als der Praktiker und vertrat zusammen mit Arno Fischer einen Unterricht, der die Fachrichtungen verbindet. Von 1961 bis 1963 arbeitete er mit Hans-Eckehardt Bartscht (* 1938) und Camillo Sitte (* 1930) und Ingenieurpsychologen am ersten „System textloser Sinnbilder“. Zu seinen Schülerinnen und Schülern gehörten u. a. Axel Bertram, Gerhard Preuß und Heidi Vogel. Panndorf ging dann wieder nach Dresden zurück und war bis zum Eintritt in den Ruhestand als Dozent Leiter der Abteilung Abendschule der HfGB. Seinen Wohnsitz hatte er in Hellerau. Zuletzt war er schwer krank.
Neben der Lehrtätigkeit betätigte Panndorf sich immer als praktischer Gebrauchsgrafiker und freier Maler. Insbesondere schuf er eine bedeutende Anzahl von Aquarellen. Hier erlangte er hohe Meisterschaft, wobei er in den 1970er Jahren in der Nass-in-Nass-Technik arbeitete.
Panndorf war bis 1990 Mitglied des Verbands Bildender Künstler der DDR.
Er war der Vater des Malers Ulrich Panndorf.

## Rezeption
Bei den Aquarellen aus den siebziger Jahren „handelt (es ) sich durchweg um einfache Motive, die eindeutig auf den Lebensraum des Künstlers weisen: Landschaften aus dem Elbsandsteingebirge, der Dresdner Heide oder von der Ostsee. Dazu kommen immer wieder Pflanzenstudien aus dem eigenen Garten und ungewöhnliche Tierbilder aus dem Dresdner Zoo. Naturbetrachtungen demnach. …
Die Kritik hat hervorgehoben, er sei mit »seinem Feuerwerk der Farben« gleichsam ein »legitimer Nachfolger« der Dresdner Brücke. Und was die Verknappung der Form angehe, vergleichbar einem Emil Nolde oder Schmidt-Rottluff. Man sollte diese Ansicht vielleicht etwas relativieren.“

## Werke (Auswahl)

### Gebrauchsgrafik
- Logo des VEB Dresdner Packungsbetrieb (1967)[4]

### Künstlerische Druckgrafik
- Frieden auf Erden (Holzschnitt, 1968)
- An der Lehmkuhle (zwei Kupferstiche zu Erich Kästner, 1972)
- Walrösser (Linolschnitt, 18 × 22 cm, 1977)[5]
- FKK (Linolschnitt für einen Kalender; um 1986)[6]
- Libelle[7]

## Ausstellungen (unvollständig)

### Einzelausstellungen
- 1975: Dresden: Galerie Kunst der Zeit („Das Jahr – Mappenwerk“; mit Gustav Schmidt)
- 1979: Dresden: Galerie Kunst der Zeit (mit Rosso Majores, Richard Sander, Helmut Schmidt-Kirstein und Heinz Hausdorf)
- 1986: Zwickau

- postum 2002: Hellerau, Werkstättengalerie der Deutschen Werkstätten Hellerau (Aquarelle)

### Teilnahme an zentralen und wichtigen regionalen Ausstellungen in der DDR
- 1972, 1974 und 1979: Dresden, Bezirkskunstausstellungen
- 1975: Schwerin, Staatliches Museum („Farbige Grafik in der DDR“)

## Weblink
- https://www.kiefer.de/auktion_artikel_details.aspx?KatNr=3764